# 斯坦達德 (加利福尼亞州)
斯坦達德（英語：Standard）是位於美國加利福尼亞州圖奧勒米縣的一個非建制地區。該地的面積和人口皆未知。

## 地理
斯坦達德的座標為37°58′00″N 120°18′43″W / 37.96667°N 120.31194°W，而該地的平均海拔高度為691米（即2287英尺）。